# 田畠裕基
田畠 裕基（たばた ゆうき）日本漫画家。福岡縣出身。已婚。很仰慕岩代俊明師傅。

## 人物簡介
- 小時候會常在室內畫畫，在室外會攜帶防蟲網[1]。
- 喜歡的科目是國語、體育和美術；不喜歡的科目是英文和數學[1]。
- 興趣是打籃球和唱卡拉OK，但他現在都不能做[2]。
- 最喜歡的電影是《天空之城》[2]。
- 喜歡的《JUMP》漫畫是《七龍珠》、《幽☆遊☆白書》、《SLAM DUNK》、《ONE PIECE》[1]。
- 成為漫畫家的原因是因為在幼兒園的時候他朋友帶來了一本《七龍珠》，他在書的封面上看到了《JUMP》[1]。

## 經歷
- 第61回（2001年8月期）天下一漫畫賞（審査員：許斐剛）、《墓守 HAKAMORI》為審査員特別賞受賞。
- 第67回（2004年上半期）手塚賞、《XXX WITH NO NAME》為佳作受賞。
- 《赤丸Jump》2005WINTER刊載《ガランス》為出道作。
- 《週刊少年Jump》2011年37號、第7回Jump金未來杯參加作、《HUNGRY JOKER》刊載、獲得優勝。
- 《週刊少年Jump》2012年50號到2013年24號之間的初次連載《HUNGRY JOKER》正式連載。
- 《週刊少年Jump》2015年12號開始《黑色五葉草》的連載。之後成為作者的看板漫畫及人氣作的代表。

## 作品列表
| 標題             | 形式 | 出版社 | 刊載雜誌                       | 連載開始       | 連載結束       | 備註                                |
| ---------------- | ---- | ------ | ------------------------------ | -------------- | -------------- | ----------------------------------- |
| 墓守 HAKAMORI    | 單篇 | 集英社 | －                             | －             | －             | 第61回天下一漫畫賞審査員特別賞      |
| XXX WITH NO NAME | 單篇 | 集英社 | －                             | －             | －             | 第67回手塚獎佳作                    |
| Blue Steady      | 單篇 | 集英社 | －                             | －             | －             | 2003年6月期十二傑新人漫畫賞最終候補 |
| GARANCE          | 單篇 | 集英社 | 《赤丸Jump》                   | 2005年WINTER   | 2005年WINTER   |                                     |
| 飢餓小丑         | 單篇 | 集英社 | 《週刊少年Jump》               | 2011年37號     | 2011年37號     | 第7回金未來杯優勝                   |
| 飢餓小丑         | 連載 | 集英社 | 《週刊少年Jump》               | 2012年50號     | 2013年24號     |                                     |
| 黑色五葉草       | 單篇 | 集英社 | 《少年Jump NEXT！！》          | 2014年6月1日號 | 2014年6月1日號 |                                     |
| 黑色五葉草       | 連載 | 集英社 | 《週刊少年Jump》→《Jump GIGA》 | 2015年12號     | 連載中         |                                     |